# Philipp von Lichtenthaler
Philipp Lichtenthaler, ab 1835 von Lichtenthaler (* 8. Mai 1778 in Sulzbach in der Oberpfalz; † 12. November 1857) war ein deutscher Bibliothekar.

## Leben
Lichtenthaler studierte Philosophie und Theologie und wurde 1811 von Bamberg an das Gymnasium in München berufen. 1815 wurde er Professor und Hofbibliothekar in Würzburg. Nach seiner Versetzung nach München (1825) war er von 1826 bis 1855 Direktor der Bayerischen Hof- und Staatsbibliothek. Unter seiner Ägide erfolgten der Umzug in den Neubau an der Ludwigstraße und die Trennung der Bibliothek von der Bayerischen Akademie der Wissenschaften.